# Hohenaverbergen
Hohenaverbergen ist ein Ort in Niedersachsen. Er gehört zur Gemeinde Kirchlinteln im Landkreis Verden und zählt etwa 900 bis 1000 Einwohner.

## Geographie
Hohenaverbergen liegt nah an der Aller. Auf der anderen Seite dieses Flusses befindet sich Barnstedt.
Bei Hochwasser kommt es auf den Allerwiesen zu Überflutungen.

## Geschichte
Der Name Hohenaverbergen lässt vermuten, dass dieser Ort auf einem Berg liegt. Tatsächlich befindet sich der Dorfkern, wo sich die ältesten Gebäude befinden, auf der Spitze eines Hügels, auf welcher die steil ansteigende Hohener Dorfstraße endet.
Der später entstandene Dorfeingang und die Dorfmitte befinden sich am Fuße dieser Erhöhung.
Am 1. Juli 1972 wurde Hohenaverbergen in die Gemeinde Kirchlinteln eingegliedert.

## Politik
Die Ortsvorsteherin ist Birgit Söhn (CDU).

## Kultur und Sehenswürdigkeiten
Am Hohener See halten sich hin und wieder Angler auf. Im Ortskern, in der Nähe des Mehrgenerationenspielplatzes, befindet sich ein Jugendraum, der von vielen Jugendlichen des Dorfes genutzt wird.
Im Ort gibt es einen Schützenverein, einen Dorfgemeinschaftsverein und einen Sportverein. Der 1975 gegründete Verein trägt den Namen TSV Lohberg und bietet ein umfangreiches Sportangebot an, darunter u. a.: Tennis, Fußball, Judo, Walking, Basketball und Sport Stacking an und gehört somit zu den größeren Vereinen der Region. Die Vielzahl der Vereinsmitglieder stammt, neben den "Hohenern", aus den Nachbarortschaften Luttum und Armsen.

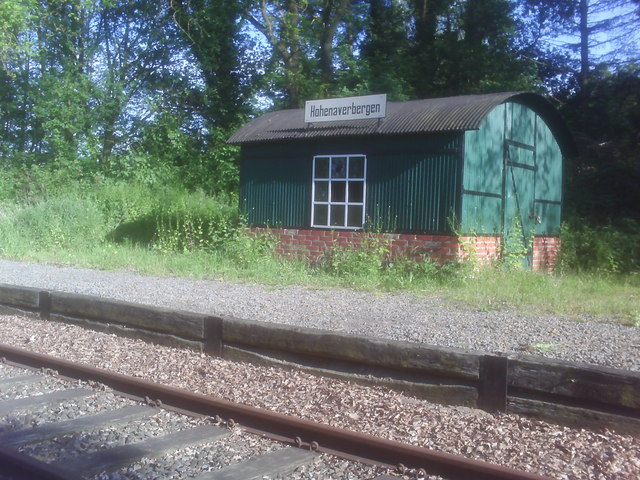
Haltepunkt Hohenaverbergen
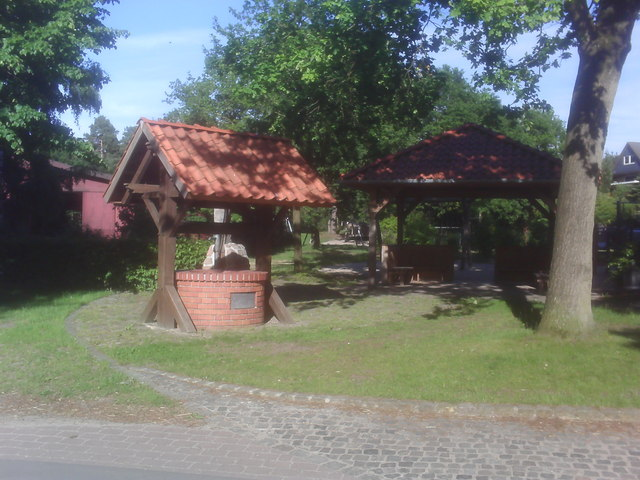
Dorfbrunnen
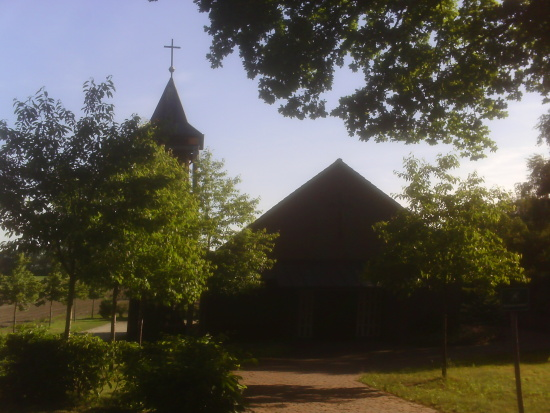
Dorfkirche

## Wirtschaft und Infrastruktur
An der Hauptstraße befindet sich der geschäftige Teil Hohenaverbergens mit einer Tankstelle, Fahrschulen, einem Lebensmittelladen und einem Restaurant. Hinzu kommen Bauern- und Reiterhöfe.
Zudem gibt es in Hohenaverbergen drei aktive Landwirte, sowie die Freiwillige Feuerwehr, außerdem ist ein Bestattungsunternehmen ansässig.
Der Haltepunkt Hohenaverbergen liegt an der Bahnstrecke Verden (Aller)–Walsrode Nord; gelegentlich finden Museumsbahnfahrten der Verdener Eisenbahnfreunde statt.
Hohenaverbergen wird von der Hohener Dorfstraße durchzogen, die die Städte Verden (Aller) (etwa 5 km von Hohenaverbergen entfernt) und Walsrode (etwa 20 km) verbindet.